# Kola błyszcząca
Kola błyszcząca (Cola nitida) – gatunek rośliny z rodziny ślazowatych. Pochodzi z rejonu Liberii i Wybrzeża Kości Słoniowej, uprawiany jest na rozległych obszarach Afryki Zachodniej.

## Morfologia
PokrójDrzewo jednopienne, wysokie na 6-15 metrów.
LiścieSkórzaste, zimozielone, o kształcie jajowatolancetowym.
KwiatyOkwiat żółtawy z czerwonym żyłkowaniem.
OwoceGwiazdkowate rozpadające się na 4-5 mniejszych mieszkowatych owocków, które zawierają po kilka nasion.

## Zastosowanie
Nasiona zawierają kofeinę i teobrominę używane są jako używka do żucia dla miejscowych mieszkańców. Pod postacią nalewek, wyciągów lub syropów wykorzystywane są w lecznictwie w formie środka pobudzającego oraz tonizującego.

### Roślina lecznicza
Surowiec zielarskiZarodek kola (Colae semen) – wysuszone, całe lub połamane i pozbawione łupiny nasiennej nasiona koli błyszczącej i koli zaostrzonej. Zawartość kofeiny w surowcu powinna wynosić minimum 1,5%.